# Aisy-sur-Armançon
 Aisy-sur-Armançon  es una población y comuna francesa, en la región de Borgoña, departamento de Yonne, en el distrito de Avallon y cantón de Ancy-le-Franc.

## Demografía
| 383 | 402 | 352 | 308 | 278 | 277 |
| Para los censos de 1962 a 1999 la población legal corresponde a la población sin duplicidades (Fuente: INSEE [Consultar]) |     |     |     |     |     |